# Vama Veche
Vama Veche (fino al 1913 Ilanlâc, in gagauzo Yilanlîk) è un villaggio (sat in rumeno) sul Mar Nero nel distretto di Costanza. Dal punto di vista amministrativo fa parte del comune di Limanu, con 178 abitanti al censimento 2002.

## Geografia fisica
Vama veche dista circa 7 km a sud di 2 Mai e 12 km da Mangalia, ed è località di frontiera con la Bulgaria.

## Storia
Il villaggio è stato fondato nel 1811 da popolazioni gagauze, dedite prevalentemente alla pesca. Il territorio è passato (con tutta la Dobrugia meridionale) al Regno di Romania nel 1913. Alla fine della seconda guerra mondiale il lungo il confine meridionale è stato posto il confine con la Bulgaria. Durante il regime comunista era luogo di esilio per intellettuali e unico caso nel paese di spiaggia per nudisti  Dagli anni settanta ha assunto sempre più importanza il turismo
con un ulteriore incremento a partire dal 2003, anno in cui ha avuto luogo per la prima volta il festival di Stufstock

## Infrastrutture e trasporti
Situata lungo la E87, è raggiungibile da Mangalia (capolinea della ferrovia) con microbus.